# Hrabušice
Hrabušice és un poble i municipi d'Eslovàquia. Es troba a la regió de Košice, a l'est del país.

## Història
La primera referència escrita de la vila data del 1279.

## Demografia
| Godina             | 1994 | 2004    | 2014   | 2024   |
| ------------------ | ---- | ------- | ------ | ------ |
| Nombre de persones | 2018 | 2249    | 2436   | 2602   |
| Diferència         |      | +11,44% | +8,31% | +6,81% |

| Godina             | 2023 | 2024   |
| ------------------ | ---- | ------ |
| Nombre de persones | 2585 | 2602   |
| Diferència         |      | +0,65% |